# Межа Леманн

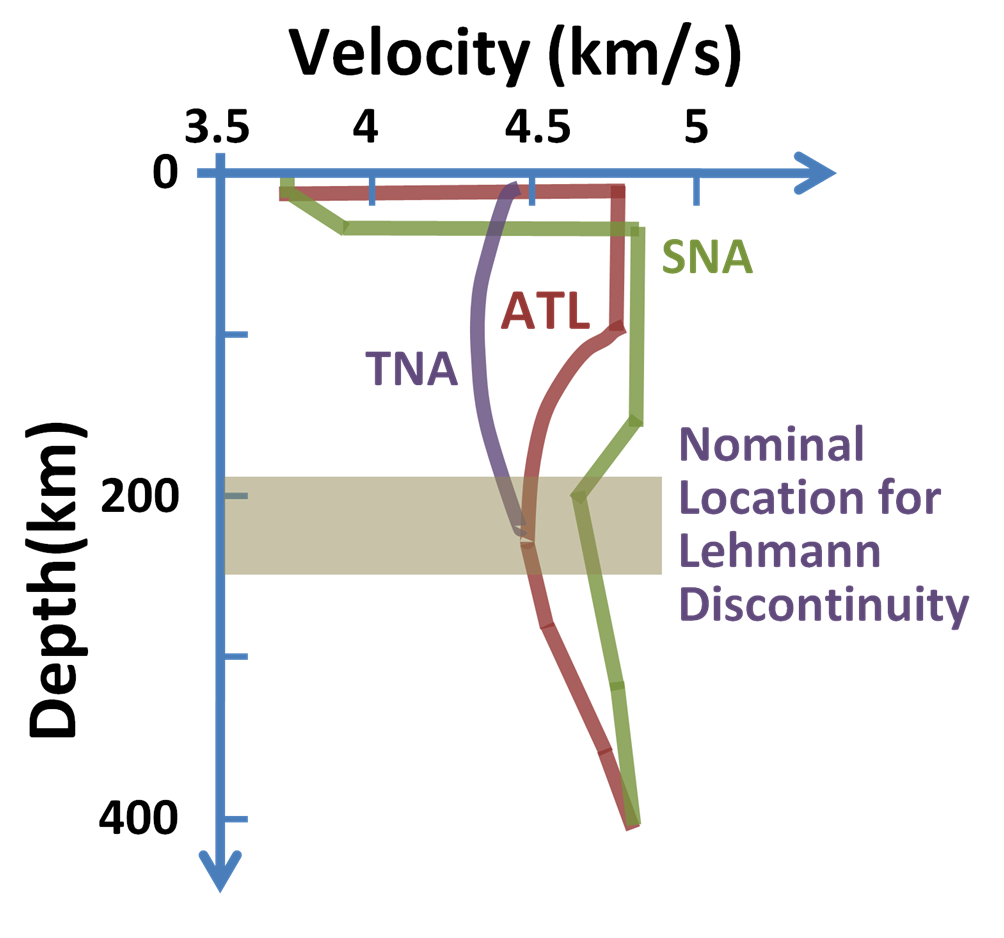
Швидкість розповсюдження S-хвиль (вісь абсцис) на різній глибині (вісь ординат): TNA = Кордильєри, SNA = Канадський щит, ATL = Північна Атлантика

Межа Леманн (англ. Lehmann discontinuity) — назва для двох сейсмічних кордонів у товщі Землі. Явища цих сейсмічних меж уперше виявлені данським сейсмологом Інге Леманн.

## Мантія
Межа розподілу швидкостей сейсмічних хвиль в товщі мантії Землі на глибині приблизно 220±30 км. Відбувається різке збільшення швидкості розповсюдження сейсмічних Р- і S-хвиль. Вона проявляється під континентами (особливо чітко під кристалічними фундаментами), і не часто під океанами. Через відсутність глобального узагальнення такої межі, термін не часто вживається в спеціальній літературі. Було висунуто декілька гіпотетичних пояснень існування даної межі: нижня межа фазового переходу астеносфери; глибинні варіації анізотропії S-хвиль (що, у зв'язку з географією поширення межі, виглядає більш переконливим).
Природа межі Леманн важлива для розуміння будови верхньої мантії Землі і мантійних потоків. Хоч про наявність межі Леманн на глибині 220 км в мантії Землі було відомо сейсмологам ще 40 років тому, досі ведеться дискусія про її повсюдність.

## Ядро

Межа Леманн між зовнішнім і внутрішнім ядром показана літерою С

Межа між внутрішнім «твердим» і зовнішнім «рідким» ядром на глибині 5155 км від поверхні Землі. Характеризується частковим віддзеркаленням сейсмічних Р-хвиль від нерівної поверхні внутрішнього ядра. Відкрита Інге Леманн у 1936 році під час аналізу даних, отриманих після землетрусу 1929 року в Буллері, Нова Зеландія.